# 柳氏夢角鮟鱇
柳氏夢角鮟鱇為輻鰭魚綱鮟鱇目棘茄魚亞目夢角鮟鱇科的其中一種。分布於東太平洋的巴拿馬海域，屬深海魚類，棲息深度約1750公尺，體長可達16公分。

## 扩展阅读
維基物種上的相關：柳氏夢角鮟鱇